# Chris Barnes
Chris Barnes (født 29. december 1966) er en amerikansk sanger og sangskriver, kendt for hans utroligt dybe gutturale vokaler. I perioden 1988-1995 var han med som vokalist i det amerikanske dødsmetal-band Cannibal Corpse, og efterfølgende dannede han Six Feet Under. I 2006 var han med på det finske band Torture Killers album Swarm!

## Diskografi

### Cannibal Corpse
- 1989: Skull full of Maggots
- 1990: Eaten Back to Life
- 1991: Butchered at Birth
- 1992: Tomb of the Mutilated
- 1993: Meat Hook Sodomy
- 1993: Hammer Smashed Face (EP)
- 1994: The Bleeding

### Six Feet Under
- 1995: Haunted
- 1996: Alive and Dead (EP)
- 1997: Warpath
- 1999: Maximum Violence
- 2000: Graveyard Classics
- 2001: True Carnage
- 2003: Bringer of Blood
- 2004: Graveyard Classics 2
- 2005: 13
- 2006: A Decade in the Grave
- 2007: Commandment
- 2008: Death Rituals

### Torture Killer
- 2006: Swarm!